# تومي هنري
تومي هنري (بالإنجليزية: Tommy Henry)‏ هو لاعب كرة القدم الكندية أمريكي، ولد في 4 نوفمبر 1969.

## وصلات خارجية
- تومي هنري على موقع JustSportsStats.com (الإنجليزية)
- تومي هنري على موقع كلية كرة القدم في سبورتس رفرنس.كوم (الإنجليزية)